# ماسیس ووسکانیان
ماسیس آرتوری ووسکانیان (ارمنی: Մասիս Արթուրի Ոսկանյան؛ زادهٔ ۱۱ ژوئیهٔ ۱۹۹۰ در آبوویان) یک بازیکن فوتبال در پست هافبک اهل ارمنستان است.

## باشگاهی
از باشگاه‌هایی که در آن بازی کرده‌است می‌توان به کلوب بروژ و پیونیک اشاره کرد.

## تیم ملی
وی همچنین در زیر ۱۷ سال ارمنستان، زیر ۱۹ سال ارمنستان، زیر ۲۱ سال ارمنستان و تیم ملی فوتبال ارمنستان بازی کرده‌است. ووسکانیان نخستین بازی ملی خود را که یک بازی دوستانه بود در تاریخ ۲۸ فوریه ۲۰۱۲ در لیماسول، قبرس در مقابل صربستان انجام داده‌است.

## = باشگاهی
=
پیونیک
- لیگ برتر فوتبال ارمنستان: ۱۵–۲۰۱۴[۲]
- جام استقلال ارمنستان: ۲۰۱۴–۱۵[۲]